# 근로복지공단 순천병원
근로복지공단 순천병원(勤勞福祉公團 順天病院)은 산업재해 근로자에 대한 요양 관리를 위해 설립된 대한민국 고용노동부 산하 근로복지공단 소속의 직영병원이다.

## 연혁
- 1985년 5월 24일 : 근로복지공사 순천병원으로 개원
- 1995년 4월 7일 : 산재의료관리원 순천병원으로 변경
- 2010년 4월 28일 : 근로복지공단 순천산재병원으로 변경
- 2014년 7월 1일 : 근로복지공단 순천병원으로 변경

## 조직
순천병원장
- 진료지원부
- 감염관리실

### 진료부원장
- 응급의학과(응급의학과 전문의 진료)
- 진료각과(내과, 외과, 신경외과, 정형외과, 여성의학과, 영상의학과, 직업환경의학과 재활의학과, 마취통증의학과, 진단검사의학과, 류마티스내과, 치과)
- 진단검사의학실
- 영상의학실
- 건강관리센터
- 약제부
- 간호부

#### 재활전문센터
- 재활의학과
- 재활치료실

#### 행정부원장
- 원무부
- 경영기획부